# 기타노하쿠바이초역
기타노하쿠바이초역(일본어: 北野白梅町駅, きたのはくばいちょうえき)은 일본 교토부 교토시 기타구에 있는 게이후쿠 전기 철도 기타노 선의 역이다. 역 번호는 B9이다.

## 역사
- 1925년 11월 3일: 교토 전등이 경영하는 아라시야마 전철 기타노 선의 기타노 ~ 가오슌구치(현재의 우타노) 역간 개통으로 영업 개시.
- 1943년 10월 1일: 하쿠바이초역 영업 개시.
- 1958년
  - 7월: 이마데가와도리의 확장과 교토 시덴 이마데가와 선의 연장에 따라, 기타노 ~ 하쿠바이초 간 교토 시영 전차 노선을 양보하는 형태로 휴지하여 본 역이 종착역이 됨.
  - 9월 16일: 기타노 ~ 하쿠바이초 구간 폐지와 동시에 하쿠바이초 역은 기타노하쿠바이초역으로 역명 변경.

## 역 구조
두단식 승강장 3면 2선의 지상역이다. 역사 전체가 돔 모양의 지붕으로 덮여 있다. 타는 곳은 중앙의 승강장에서 가능하다. 하차는 양쪽의 승강장에서 실시하는 것이 많다. 화장실은 1번 선 쪽의 하차 승강장 끝에 설치되어 있다. 역전 광장은 3방향(동・북・남)으로 도로인데다 어디에 가더라도 신호등이 있는 횡단 보도를 건널 필요가 있다.
역원배치역이지만, 18시까지 근무한다. 18시까지 도착하는 열차에서는 개찰구에서 운임을 지불한다. 18시 이후에는 다른 무인역과 마찬가지로 하차 시에 운전사에게 운임을 지불한다.

### 승강장
| 1 | ■ 기타노 선 | 가타비라노쓰지・아라시야마 방면 |
| 2 | ■ 기타노 선 | 가타비라노쓰지・아라시야마 방면 |

## 역 주변
역전은 교토 시내의 간선 도로인 니시오지도리와 이마데가와도리가 교차하는 곳에 위치하고 "기타노하쿠바이초" 교차로를 끼고 교통량도 많다.
- 이즈미야 하쿠바이초점 - 역 남쪽 바로
- 기타노 덴만구 - 동쪽으로 500m
- 덴진 강
- 교토 다이쇼군 우체국
- 다이쇼군하치 신사
- 라쿠세이 중・고등학교
- 사쿠라 문고
- 히라노 신사

## 사진

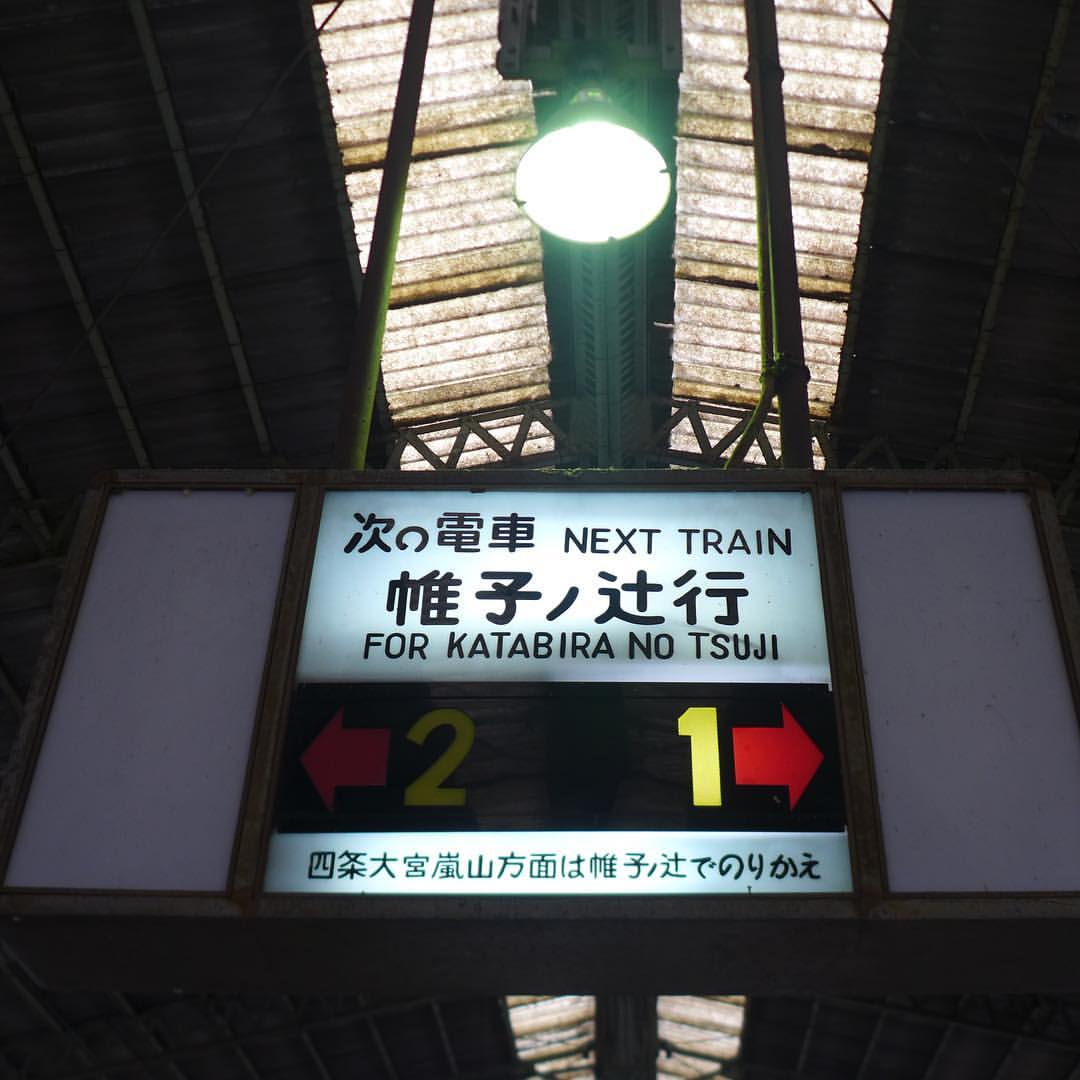
역 안내판
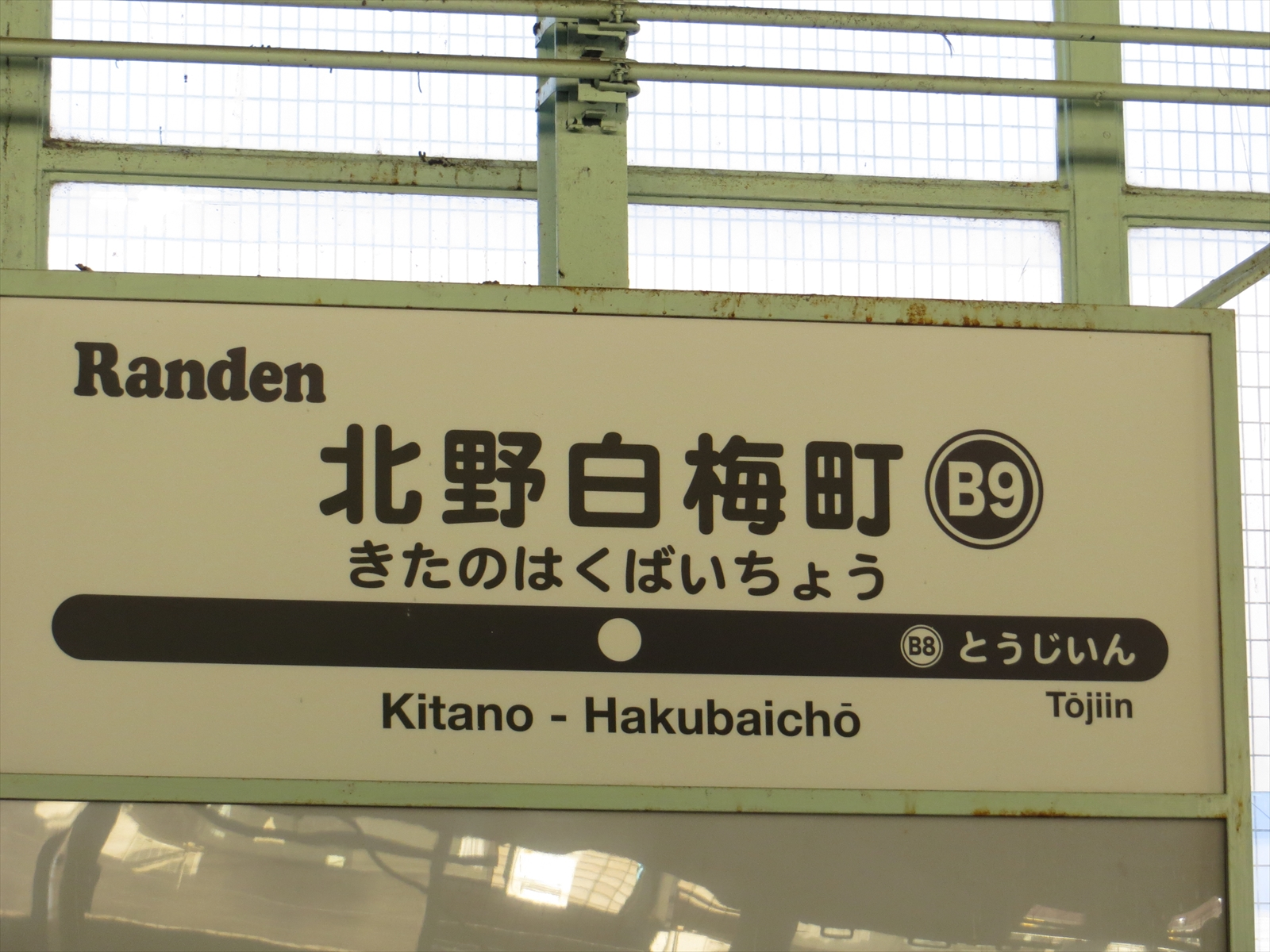
역명판

## 인접역
| 게이후쿠 전기 철도 ■ 기타노 선 | 게이후쿠 전기 철도 ■ 기타노 선 | 게이후쿠 전기 철도 ■ 기타노 선 |
| ------------------------------ | ------------------------------ | ------------------------------ |
| 시·종착역                      |                                | 도지인 B8 가타비라노쓰지 방면  |